# Belaja (affluente del Čaryš)
La Belaja (in russo Белая?) è un fiume della Russia siberiana occidentale, affluente di sinistra del Čaryš (bacino idrografico dell'Ob'). Scorre nei rajon Zmeinogorskij, Kur'inskij e  Krasnoščëkovskij del Territorio dell'Altaj.
Il fiume ha origine dal versante sud-orientale del monte Razrabotnaja (1 962 m) tra i monti Tigireckij, vicino al confine con il Kazakistan. Le sorgenti e una parte significativa del corso superiore della Belaja si trovano sul territorio della riserva naturale «Tigireckij» (Государственный природный заповедник "Тигирекский"). Il fiume si piega attorno alla catena montuosa da sud e ovest, passando lungo i suoi speroni e gira a nord verso la valle del Čaryš scorrendo in direzione settentrionale. Sfocia nel Čaryš a 335 km dalla foce. La lunghezza del fiume è di 157 km, il bacino imbrifero è di 1 470 km². La portata del fiume al villaggio di Bugryšicha è di 24,52 m³/s. Lungo il corso del fiume si trova anche il villaggio di Ust'-Beloe.